# 令和の米騒動
令和の米騒動（れいわのこめそうどう）とは、マスコミが社会不安を煽る報道を過剰に繰り返したことが原因で、 2024年（令和6年）から翌2025年（令和7年）にかけて、各地で米の買い占めと品薄が発生し、米の価格が全国的に高騰した事象を指す通称。

## 概要
長年下落傾向にあった米消費は2021年から底を打ち、上向き始め、2023年度では661万トンに対し、需要は705万トンに達した。2023年は猛暑と水不足の影響で作況指数が悪化、屑米の比率が高まった。この状況で2024年8月の南海トラフ地震臨時情報により、防災対策として米の買いだめをする消費者が急増し、一気に店頭から米が消えていった。政府は新米の収穫と共に収束するとみたが、前年の不作も重なり、新米の需要が急拡大し、産地では農家から直接米を購入するブローカー的な業者の参入も相次ぎ、農協の集荷率も20％台に低下した。2024年8月末には米価格は約500円/kgまで高騰し、店頭では慢性的な品不足が続き、2024年初頭には約300円/kgだった米価格が2025年5月には約800円/kgまで高騰した。

## 経緯

### 需給の変動と日向灘地震、メディア報道激化
2024年には前年の猛暑で供給量が減ったことに加え、訪日観光客による需要増で2024年6月末時点のコメの在庫は記録を始めた1999年以降最も少ないものとなった。そんな中、2024年（令和6年）8月8日に日向灘地震が発生し、南海トラフ地震に関連する情報が発表される。これがマスコミで大きく報道されたことで、買いだめを開始する者が発生し、スーパーなどでの品薄に拍車をかけた。「スーパーの棚からお米が無くなった映像」「令和の米騒動」とメディアが社会不安を過剰に煽ったことで、さらに米不足の状況を一層深刻にした。端境期という新米が出る9月の直前に、多くのメディアが連日「米不足」報道で消費者の不安が高まったことで、必要以上にお米を買い求める消費者が発生した。2023年の猛暑の影響で、米の粒が小さかったり、精米で割れやすく製品化するのには玄米を少し多めに使わなければいけなかったりしたことも2024年米騒動要因の一つとの意見もある。新型コロナウイルス感染症 (2019年)の行動規制が解かれた「コロナ禍開け」で和食の外食の需要が上がったこと、インバウンド消費が増加したことも需要拡大の一因との意見もある。2020年に入ってからの米の生産量は落ち込みが加速しており、2024年の一年で生産量が増産に反発したものの2020年の水準には届かなかった。

### 農地の減少
農地を潰して宅地や商工業地へ転換する農地転用が進み、全国の農地は年々減少しており、茨城県では水田が1960年代の11万3800haから2023年には約半減した。
日本全体で農地面積は減少傾向にあり、2021年は435万haと、1960年の607万haと比べると28％、平成2005年の469万haと比べると7％減少した。農地減少は特に首都圏や東海地方、四国で大きくなっている。
農地転用は条件が極めて厳しいと言われており、「農用地区域内農地」や「甲種農地」（市町村が農地と定めた地域）、および「第1種農地」（農地として良好な条件の土地）の農地は原則として転用が許可されず、宅地に転用が可能なのは市街化が進んでいるか、農地として利用が難しくなってきている「第2種農地」「第3種農地」に限られる。その他耕作放棄地の拡大も問題視されている。

### 政府による国内向け主食用米の生産抑制策
戦後の食糧難を背景に増産された米の需要は、アメリカの公法480号を受けたMSA協定に基づく余剰小麦販売のために行われたキャンペーンによって年々低下し、1970年代には、食管法下で国が買い上げた米に余剰が発生し食管会計の赤字が増大した。そこで、食管会計赤字縮小のため米の生産量を抑制する「減反政策」が導入された。1995年に食管法は廃止され、2018年に減反政策も名目上廃止されたものの、大豆や小麦、飼料用米への転作に補助金を与える制度により、主食用米の生産は引き続き抑制された。飼料用米を主食用に転用することは制度上許されず、急激な需要の増加に対応することができなかった。
さらに近年政府では米の輸出を推進する方針を示しており、2024年の輸出量は約46000ｔで、2020年の倍以上となっている。政府は2030年までに35万ｔにまで輸出量を増やす目標を掲げている。2025年3月の「食料・農業・農村基本計画」では米の輸出増の目標が盛り込まれた。専門家は輸出を増やせば米の国内価格の上昇に繋がると説明した。輸出政策自体は生産抑制政策ではなく、「食料・農業・農村基本計画」には「国内向け主食用米の生産抑制策のために輸出する」などとは書かれておらず日本国内で米の需要が年10万トンずつ減るとも言われていることから「海外から稼ぐ」ことで国内の農業基盤を強める政策である。また輸出拡大は国内需要が逼迫した際に国内に振り分ける食料安全保障としても使うことが想定される。ちなみに35万トンは国内700万トンの生産量とすれば5%程度である。
輸出用米には農家に対し10aあたり最大4万円の補助金を支払われるが、補助金が交付されたコメを国内向けに転用した場合は、返還が求められる。
減反政策はアメリカの戦後のGHQ対日本食料援助戦略（小麦政策）が発端となったとの意見もある。
減反政策や輸出が行わている状態でも、日本国内の米の需要と供給は拮抗しており日本の米の食料自給率は生産額でもカロリーベースでも「ほぼ100%」と呼ばれる状況であった。ちなみに比較として小麦の食料自給率はカロリーベースで16%(令和4年)である。高騰直前の米は約300円/kgと農家が適正価格とする5kg3000円とはかけ離れた安い数字であった。すなわち高騰は2024年前後に突如生産抑制策が行われたために起きたわけではなく、生産抑制策の中でも値段が暴落して居た時期と高騰した状態が存在したということである。

### 作況指数
平年を100とした場合の面積当たりの収穫量を示す「作況指数」は、2023年の全国平均で平年並みの101であった。例として、記録的冷夏により米の収穫が激減した1993年米騒動（「平成の米騒動」）時、1993年産米の作況指数が74、すなわち平年収穫量の3/4しか無かったことと比べても深刻ではない。しかし、収穫量が783万トンあり、この数字は需要と供給を表す物ではなく、コメの生産量は令和元年の776.4万トンに比べ令和6年度（2024年）は736.4万トンと40万トン大幅に減少しておりさらに令和5年度（2023年）は716万トンと元年度比で60万トンの大幅減少であった。また、農水省による大規模な米の輸出が始まっており（2024年で約4万6000トンで主食用米の収穫量のうち0.7%）、需要が大幅に増えた為、需給は単純に比較可能ではない。実態とかけ離れすぎていることから、小泉農相は作況指数の公表を廃止することを明言している。（作況指数自体は前述の通り面積当たりの豊作凶作具合の数値であるため別段生産量の目安ではない）

### 生産コストの増加
コメ不足により、農協が農家に支払う前払金は高くなったが、肥料やトラクター等の燃料費、農業機械の価格が高騰し、コメの生産コストが増大していた。2024年ではコメ俵あたり16000円とされ、農水省のデータによれば、コメ農家の6割は赤字であるという。米価は今まで赤字販売していた生産者らの生産コストが反映されたことがあるとも言える。
農家らはコメの値段の上昇率は米を作るための物価上昇率と比較するとこれでも値上がり幅は不十分であると指摘している。例えば朝日新聞の取材に答えた農家は「値上がりではない。やっと（生産者目線で）もうけが出るようになっただけだ」と話している。マスメディアから「令和の米騒動」ともいわれる値上がりに、生産者らはコメの取り引き価格が上がったことを適正化だと歓迎した。 生産者目線では、肥料、燃料、人件費など生産にかかる費用が年々上昇しているのに対し、かつての「米の生産単価」があまりにも低すぎたと語っている。米の生産単価が旧来のような安価なままだと、離農も増えていくと指摘している。現時点のコストで今ぐらいの単価で漸く、「次への投資に回せるような価格帯になった」と明かし、「消費者の方も大変かもしれませんが、なんとか農家の実態もご理解いただければと思います」と述べている。
政府が推進する大規模化や法人化に対し、日本の農地の4割は大規模化に不向きな中山間地であり、解決策にはならないとの批判がある。さらに大規模農業には高額な農業機械が必要であり、大規模農業のモデル地区とされる大潟村の農家でも機材の維持更新費用に難儀している。日本での一経営体当たりの経営耕地面積は2024年まで20年間一貫して増加（大規模化）傾向にある。
2024年8月までの米農家の倒産は6件、休廃業は28件と過去最多になり、背景は農家の高齢化と後継者不足、肥料等の資材費の高騰であるとされた

### 72年ぶりのコメ先物復活による価格決定に市場原理の導入
将来売買するコメの数量と価格をあらかじめ決めておく先物取引の再導入について、農協は長らく反対を続けていた。農家には、コメが投機対象となり価格が乱高下することへの懸念が強かった。先物取引の推進派は、農協は自ら行う相対取引による価格決定力の低下を懸念しているだけで、これは市場の需要と供給の実態を反映していないと批判していた。
かつて行われたコメの市場取引は、大正の米騒動の一因として槍玉に挙げられ、戦時中の経済統制で廃止され、戦後の食管法では、政府が全ての米を農協から買い集めて流通を統制する体制が続いた。2011年には「コメが投機の対象になり、価格の乱高下を招く」とする農協の反対を押し退け、試験的ではあるが、コメの先物取引が72年ぶりに復活したが、この試験導入は市場参加者が少なく、不活発に終わった。
そして2024年8月、大阪の堂島取引所でコメの先物取引が本格的に再開された。コメの値上がりが続く中、取引所側は、取り引きを活発化させ、価格の透明性の向上に繋げる狙いを示した。従来のコメの取り引きは、農協や農家などの生産者が小売や卸などの流通業者と個別に価格を交渉して売買され、価格決定の透明性が不十分だと批判を受けてきたが、これに対して先物取引の市場には生産者と流通業者に加え、投資家も参加できるため、参加者が増え、透明性が高められるとされた。このコメ先物は、現物受け渡しがなく、個人投資家も参加しやすい指数先物で、複数の産地や銘柄を対象としている。SBI証券など4社が取り扱いを始め、2025年2月の終値は、取引量の上限に達する買い注文を受けた。
堂島コメ先物の場合、レバレッジをかけ証拠金の数十倍の額の取引を行うことができる。投資家は、コメ価格が上昇すると予想するときは買い注文を行い、下落すると予想するときは売り注文を行う、「買いまたは売りを約束した時点の価格」と「決済時点での価格」の売買によって発生した差額を受渡する差金決済取引で、現物の受渡はなく個人でも投資ができる。例えば、2024年8月に2025年2月限の買い建玉を一俵あたり15000円で1枚買付し、2025年2月の満期まで保有し、うまく価格が高騰し16000円で決済すると、一俵あたり1000円の利益が出る。
コメの需給予想に従い、堂島取引所のコメ先物取引は活発に行われた。2025年4月の先物取引指数の出来高は、備蓄米放出を表明した2025年2月7日の46枚（1枚は3000kg）から、10日に160枚、18日には、198枚に拡大し、玄米60kgあたりの価格指数は7日の2万5950円から18日には2万6260円とやや上昇した。備蓄米放出で値下がりを予想した参加者が増えたことで、売り手が現れ、出来高が増加したと見られる。ちなみに3トン*198枚でも594トン程度である。米の生産量は概ね600～700万トン前後で推移している

### 業者間スポット取引価格の高騰
米卸売業者間で銘柄米を融通し合う「スポット取引（スポット市場）」での価格が、2024年5月には新潟県産コシヒカリ60キログラムで約5万円と前年同時期の約2倍まで高騰した。高騰があってなお米の確保は難しかったともされる。小泉進次郎農水相の就任及び政府備蓄米の放出で、2週間程度でスポット価格が4万1000円まで急落している。米の確保競争の激しさから全農JAの主食用米の集荷量も前年から14%減少の179万トンになると見込まれており、背景に全農JAの概算金（仮渡金）よりも更に高値など良い条件を提示した集荷業者へ農家が米を出荷している実情もあるとされる。

### 備蓄米とコメ生産者の関係
同年8月26日、大阪府知事・吉村洋文は政府に対して政府備蓄米を放出するよう求めた。農林水産省は新米がでる時期に備蓄米を放出すると米価が暴落し、農家に深刻な被害が出ることから対して慎重な姿勢を示した。コメ農家ら生産者側も新米販売前や期間に放出されると大打撃を受けるため、農林水産省側の姿勢を支持し、今までが安すぎたと明かしている。翌2025年1月末に江藤拓農相は「せっかく米価が上がって生産コストをまかない将来に明るい兆しが出てきたのに国が在庫を出すのかと（生産者に）反発はあるかも知れない」としつつ、備蓄米放出を予定しているとした。米価で米離れが起きる可能性への懸念か安定供給も農水省の責務だと強調したものの、備蓄米放出による生産者への影響懸念から「私自身迷いがある」と話している。2025年になっても減反を停止・縮小したという報道は無い。
備蓄米放出後もしばらく状況は改善せず、ふるさと納税への返礼品として発送できなくなるケースが出てきたほか、主食用以外のコメにも影響が及んだ。また、この年の母の日へのプレゼントとしてコメが人気を集めた。
その後、江藤が事実上の更迭となり、小泉進次郎が農相となった。2025年5月21日、小泉は備蓄米の供給を競争入札から随意契約に切り替えることを表明した。

### 輸入
この影響で韓国やタイ、台湾などの近隣諸国と地域で生産された米を輸入する動きも発生している。日本国内で米の価格上昇と不足が進行したことから、2025年にはアメリカ・カリフォルニア州産のカルローズをミニマムアクセス枠を超えて輸入し関税を支払っても日本産より1割ほど安価に販売できる状態になった。

### 国際情勢および肥料価格の上昇
米農家の経営悪化や、コメ価格の上昇には、肥料価格の世界的な高騰も遠因となっている。世界的な肥料供給混乱の兆しは、コロナ禍が始まった20年3月に、肥料原料価格の上昇という形で表れていた。国連食糧農業機関（FAO）による別のデータでは2017年 - 2020年にかけて1トン当たり200 - 300ドルで推移していた窒素を多く含む尿素のスポット価格（バルク、黒海沿岸渡し）は、21年以降上昇に転じ、22年1月には900ドルに達した。リン酸も1トン当たり100ドル弱から300ドル台へと上昇した。
中国では、新型コロナウイルスの感染拡大が小康状態となり、経済が正常化する過程で穀物需要が拡大する一方、電力不足や環境問題への配慮から化学肥料の生産が抑えられており、中国国内での肥料価格が上昇。尿素の37％、リン酸アンモニウムにいたっては90％が中国からの輸入となっている。2021年10月、中国政府は化学肥料を輸出する際に検査を義務づけると発表。中国国内への肥料供給を優先させるために、事実上の輸出規制を採ったのではないかと見られている。
また、ロシアのウクライナ侵攻が始まり、窒素肥料の原料となるアンモニアを製造するのに必要な天然ガスの価格が急騰した。ロシアのウクライナ侵攻が長期化するにつれて、肥料の原料となる硝酸アンモニウムの輸出を一時禁止した（2022年2月1日付連邦政府決定第82号）。硝酸アンモニウムは窒素肥料の主要原料の1つであり、弾薬の原料である。
2023年1月17日、世界でも最大の肥料会社の一つ、ヤラ・インターナショナルのCEOが、多くの国々がロシア産肥料に食料生産を依存する中、「食料を武器として使っている　"weaponising food"」とし、世界的な燃料・肥料・エネルギー危機をもたらしたとしてロシア大統領を非難したことが報道された。日本に農作物や肥料を輸出するアメリカではロシア産尿素と尿素硝酸アンモニウム（UAN）を広く輸入している。

### 影響
代替品として、ホットケーキミックスなどの家庭用プレミックス、もち麦やパスタなどが注目された。
大手外食チェーンや飲食店、コンビニはコメ卸業者や農家と年間契約しているため、騒動時も米不足とは無関係であったが、一部の市販で米を仕入れる外食産業では無料での米飯の大盛りやお代わりの提供を取り止める動きも発生した。
ふるさと納税の返礼品として発送される白米を得るために寄付する者も大きく増加。株主優待として、米を贈呈している企業では米単価の高騰により、利益を圧迫していることから贈呈を取り止める事例も起きた。
備蓄米は国の倉庫で保管されているのではなく、民間の倉庫で保管されている。備蓄米保管中は保管費用が発生し、倉庫運営会社に支払われていたが、備蓄米放出に伴い保管費用の支払いがなくなり、1ヶ月約4億6千万円損失により栃木県内の倉庫運営会社に廃業を検討する会社が出ている。